# Szaszobek
| I4 | G39 | Z1 |

| I4 | G39 | Z1 |

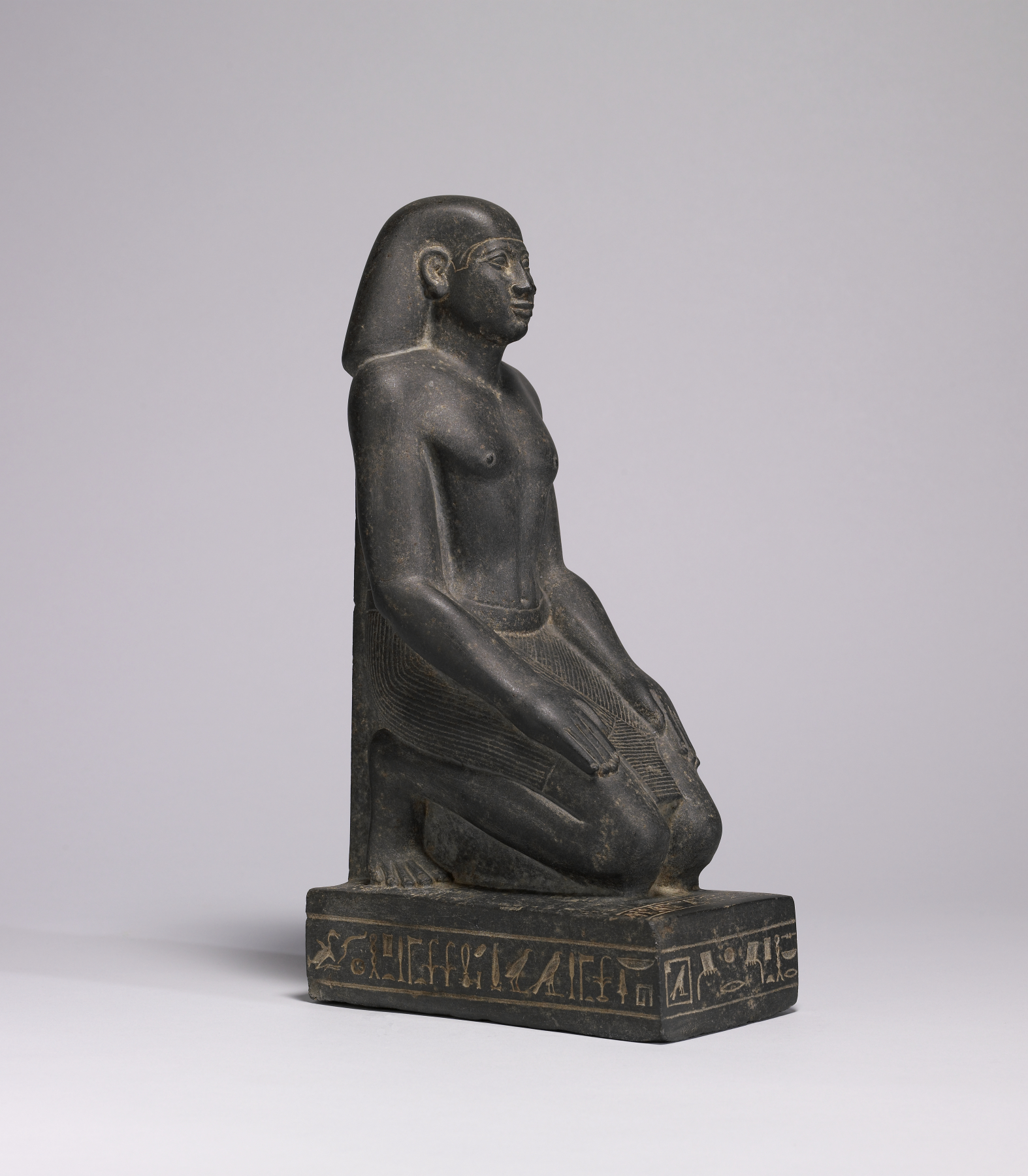
Szaszobek fia, Hórudzsa szobra, melyen említi apját

Szaszobek (s3-sbk, „Szobek fia”) ókori egyiptomi vezír volt, Alsó-Egyiptom vezírje a XXV. dinasztia uralmának végén, a XXVI. dinasztia idején, I. Pszammetik uralkodása alatt. Az északi országrész vezírjeként székhelye Szaisz volt.
Szaszobek szépen kidolgozott iszapkő szarkofágjáról ismert, amely ma a British Museumban található (EA 17), valamint fia, Hórudzsa földpát homokkő szobráról, mely ma a baltimore-i Walters Művészeti Múzeumban található (22.79).

## Fordítás
- Ez a szócikk részben vagy egészben  a   Sasobek című angol Wikipédia-szócikk ezen változatának fordításán alapul.  Az eredeti cikk szerkesztőit annak laptörténete sorolja fel. Ez a jelzés csupán a megfogalmazás eredetét és a szerzői jogokat jelzi, nem szolgál a cikkben szereplő információk forrásmegjelöléseként.